# Пенна-ін-Теверина
Пенна-ін-Теверина (італ. Penna in Teverina) — муніципалітет в Італії, у регіоні Умбрія, провінція Терні.
Пенна-ін-Теверина розташована на відстані близько 70 км на північ від Рима, 70 км на південь від Перуджі, 25 км на захід від Терні.
Населення — 1094 особи (2014).
Щорічний фестиваль відбувається 14 лютого. Покровитель — святий Валентин.

## Демографія
Населення за роками:

Станом на 1 січня 2023 року в муніципалітеті офіційно проживало 96 іноземців з 23 країн, серед них 56 громадян країн Євросоюзу та 4 громадяни України.

## Сусідні муніципалітети
- Амелія
- Джове
- Орте